# 别尔哥罗德人民共和国
别尔哥罗德人民共和国（羅馬化：Bilhorodska Narodna Respublika，縮寫：БНР / BNR）最初是俄烏戰爭親烏克蘭的人士對於俄羅斯入侵烏克蘭行為所做出的諷刺形式的戲仿，后来在2023年对该地的袭击中，有亲乌的俄罗斯叛军占领了该地部分地区并宣布脱离俄罗斯联邦“独立建国”。

## 历史

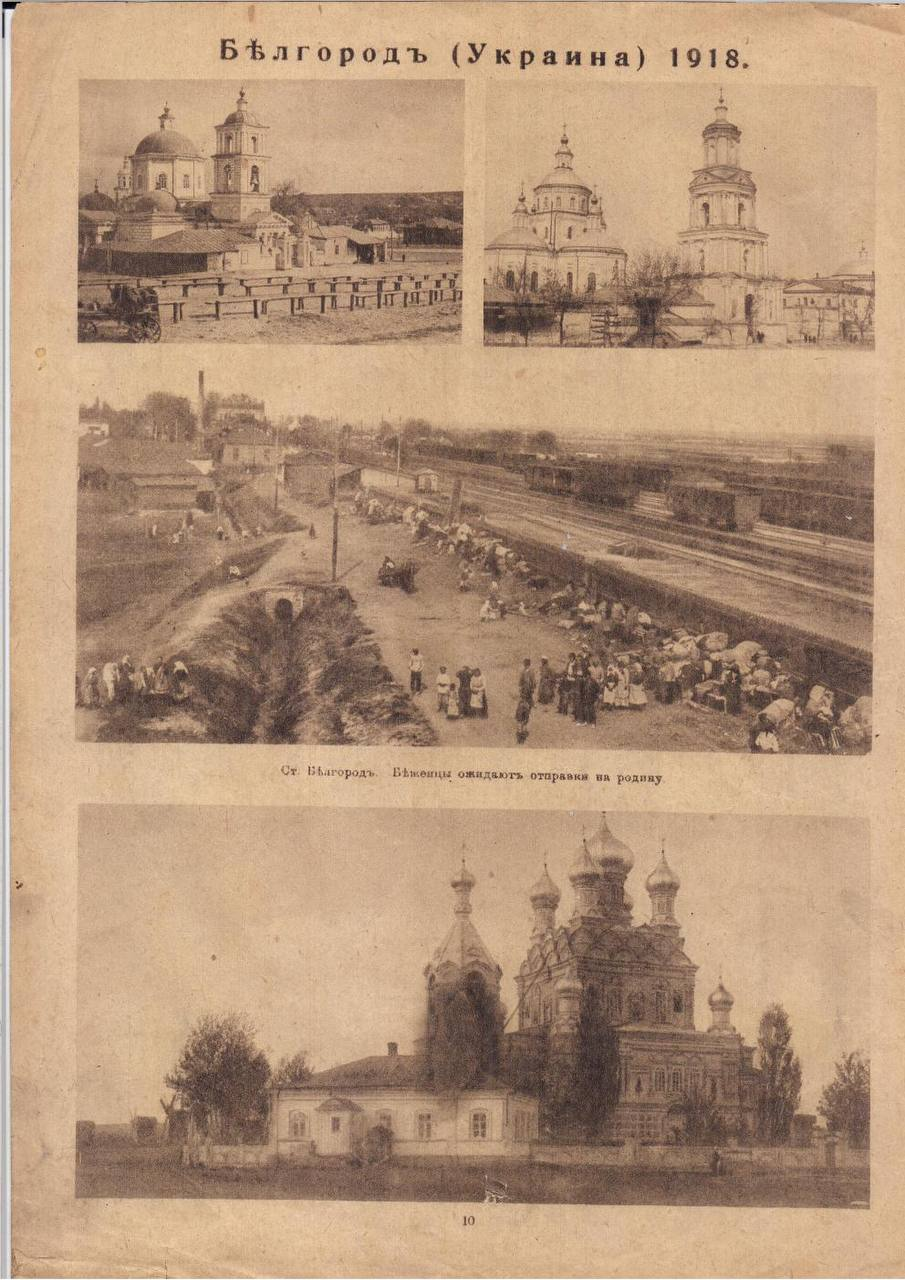
乌克兰人民共和国時期的别尔哥罗德，1918年

1917年，乌克兰人民共和国建立后，别尔哥罗德成为乌克兰的一部分。1918年12月24日至1919年1月7日，别尔哥罗德成为乌克兰临时工农政府的所在地。乌克兰-苏维埃战争后，该地被苏俄占领并于1922年划入俄罗斯苏维埃联邦社会主义共和国建置。

## 烏俄戰爭

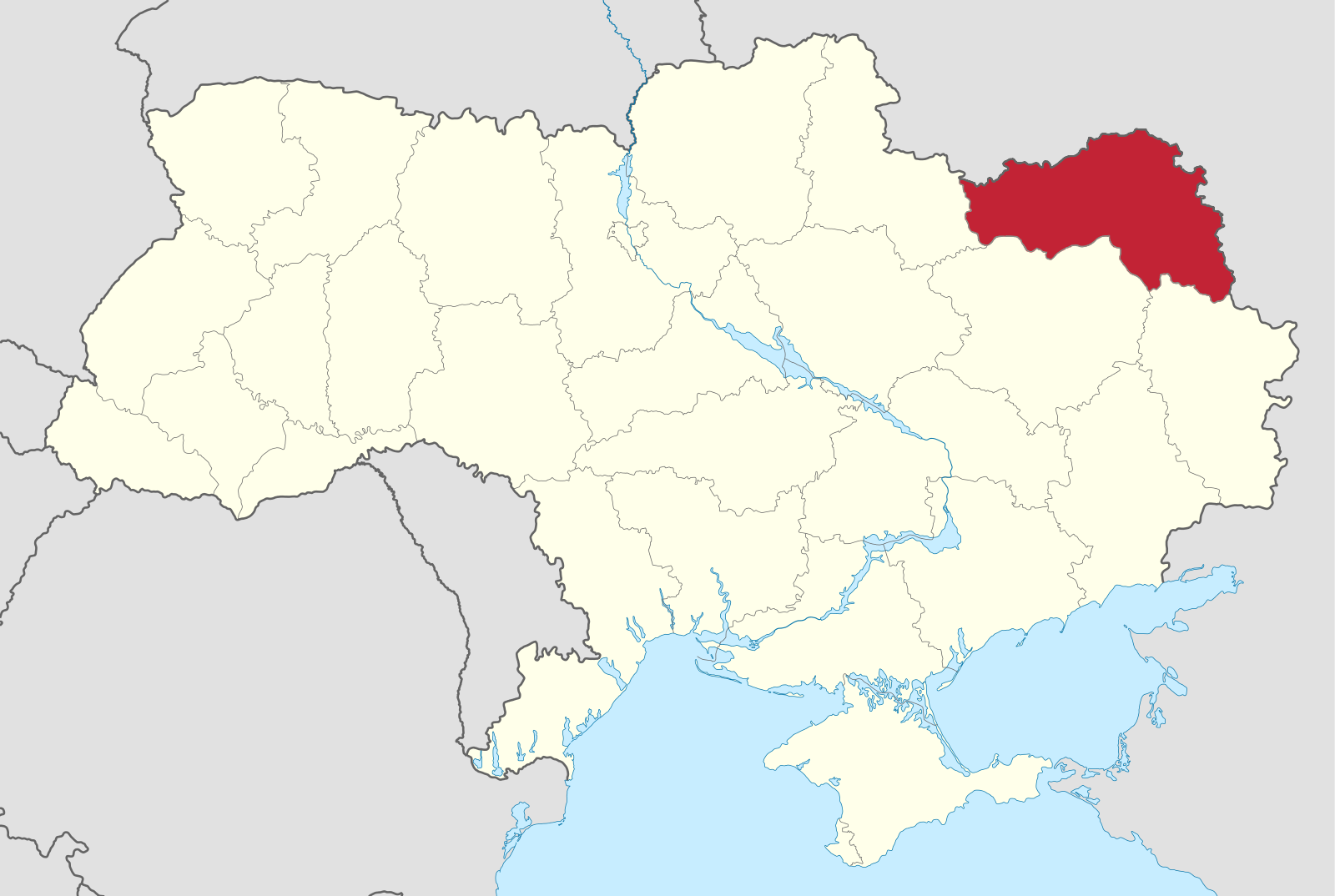
別爾哥羅德加入乌克兰之后在烏克蘭的位置

### 对俄军侵略的戏仿
乌俄战争于2014年爆发时，俄国为吞并土地派兵在乌克兰建立了数个自称“人民共和国”的傀儡政权。这些自稱的人民共和国被发现拥有来自俄军的现役装备，包括2012年才在俄军服役的T-72B3主战坦克，被证实属于俄第53防空导弹旅的山毛榉导弹发射车等等。但俄国坚称这些武装分子与之无关，甚至称武装分子的装备来自当地商店。后来在乌克兰支持的对别尔哥罗德地区的袭击中，乌克兰政府官员也效仿俄国说法，称“众所周知，坦克可以在俄国的军品商店买到”。
2022年4月1日，别尔哥罗德地区的一些油库遭空袭发生爆炸。乌克兰国家安全委员会秘书阿列克谢·达尼洛夫曾戲称这些事件同别尔哥罗德人民共和国相关，但当时该国实际未有控制任何宣称的领土。随后的战争中，由于该地临近乌克兰哈尔科夫州，俄军常利用此地用火炮和导弹对乌军发动袭击，但这也招致了乌军的反击。这期间，乌克兰方面时常利用骚扰短信进行心理战，同时也经常在Telegram等平台发布一些对即将发生的袭击的预告或是要将军事装备开进该地的威胁。有当地居民称：“乌克兰人称呼我们为‘别尔哥罗德人民共和国’（БНР），就像那些顿涅茨克/卢甘斯克人民共和国一样，他们装模做样地就如何处理我们的地区进行投票。有时候是要求我们公投离开俄罗斯，有时候会极端到要建立非军事区，把所有人都赶走，改种甜菜”。

### 事变

另一版本的国旗，来自斯洛博达乌克兰的代表旗帜。

2023年5月22日，自由俄罗斯军团和俄罗斯志愿军团摧毁了数个俄罗斯联邦设立的边境检查站，并占领了格赖沃龙区的部分地区，英国每日电讯报转述乌方消息称，有亲乌武装人员展示了别尔哥罗德人民共和国的旗帜。俄国指控为乌克兰所作，但乌克兰方面则称这些武装人员“均为俄罗斯公民”。

## 另見
- 2014年乌克兰亲俄动乱：卢甘斯克人民共和国、頓涅茨克人民共和國、哈爾可夫人民共和國、敖得薩人民共和國等
- 库尔斯克人民共和国
- 塔巴尼亞
- 斯洛博達烏克蘭